# Rameau vaginal de l'artère utérine
Les rameaux vaginaux de l’artère utérine sont des branches artérielles de l'artère utérine assurant la vascularisation du vagin.

## Origine et trajet
Les rameaux vaginaux de l’artère utérine naissent de la portion terminale de l'artère utérine et comprennent les rameaux cervico-vaginaux et les rameaux vésico-vaginaux.
Les premiers se divisent en rameaux antérieures et postérieurs et vascularisent le col de l'utérus, le fornix du vagin et la base du vagin.
Les seconds vascularisent la paroi postérieure de la vessie et les parties antérieure et postérieure du segment supérieur du vagin.
Les rameaux vaginaux s'anastomosent avec les artères vaginales pour former les artères azygos antérieure et postérieure du vagin. Ils forment également des anastomoses avec les artères vésicales inférieures.